# Albert Brülls
Albert Brülls (Anrath, 1937. március 26. – Neuss, 2004. március 28.) világbajnoki ezüstérmes nyugatnémet válogatott német labdarúgó, fedezet, edző.

## Pályafutása

### Klubcsapatban
1954 és 1962 között a Borussia Mönchengladbach csapatában játszott, ahol tagja volt az 1960-as nyugatnémet kupa-győztes együttesnek. 1962 és 1968 között Olaszországban szerepelt. Egyike volt azoknak a nyugatnémet labdarúgóknak, akik elsőként szerződtek külföldre. Három-három idényt játszott a Modena FC és a Brescia Calcio színeiben. 1968 és 1970 között a svájci BSC Young Boys játékos-edzője volt. 1970-ben hazatért és az alsóbb osztályú VfR Neuss csapatának játékosa és vezetőedzője volt. 1972-ben vonult vissza az aktív labdarúgástól.

### A válogatottban
Részt vett az 1956-os melbournei olimpián az egyesített német csapat tagjaként. 1959 és 1966 között 25 alkalommal szerepelt a nyugatnémet válogatottban és kilenc gólt szerzett. Részt vett az 1962-es chilei világbajnokságon.  Tagja volt az 1966-os világbajnoki ezüstérmes csapatnak Angliában.

## Sikerei, díjai
NSZK
- Világbajnokság
  - ezüstérmes: 1966, Anglia

 Borussia Mönchengladbach
- Nyugatnémet kupa (DFB-Pokal)
  - győztes: 1960